# Riserva naturale Lago di Burano
La riserva naturale Lago di Burano è un'area naturale protetta situata nel territorio comunale di Capalbio, in provincia di Grosseto.
La riserva statale è stata istituita nel 1980 ed affidata in gestione al WWF che vi ha istituito un'oasi.
La riserva naturale Lago di Burano è completamente compresa nella zona umida di importanza internazionale "Lago di Burano" istituita nel 1977 e che si estende per 410 ettari.
La riserva è inoltre completamente compresa nella ben più vasta Important Bird and Biodiversity Area IBA193 "Argentario, Laguna di Orbetello e Lago di Burano".